# 上原佑紀
上原 佑紀（うえはら ゆうき、1990年1月29日 - ）は、日本中央競馬会（JRA）・美浦トレーニングセンターの調教師。東京都出身。実父はJRA調教師の上原博之。西園翔太とともに平成生まれ初の調教師。

## 来歴
小学3年生の時に馬術を始め、高校時代に全日本ジュニア選手権で優勝。日本大学へ進学し、生物資源科学部獣医学科に所属する。大学でも馬術部で活動し、全日本学生馬術大会で優勝している。
大学卒業後は美浦トレセン内にある可世木競走馬診療所で獣医師として勤務する。2016年に獣医師を辞め、調教師を目指す事となりノーザンファーム空港牧場に就職し競走馬の育成に携わった。ノーザンファームの紹介で海外にも渡り、イギリスのウィリアム・ハガス厩舎でアシスタントトレーナーとして研修を受けたり、フランスの小林智厩舎で競馬を学んだ。
2017年7月にJRA競馬学校厩務員課程に入学。2018年1月から池上昌和厩舎に所属し、厩務員・調教厩務員・調教助手をそれぞれ担当。2019年3月に堀宣行厩舎に移籍し、調教助手を務めた。
2021年12月9日、JRA調教師免許試験に3度目の挑戦で合格したことが発表され同年に合格した西園翔太と共に平成生まれでは初のJRA調教師誕生となった。
2022年は技術調教師として美浦では藤沢和雄厩舎、国枝栄厩舎、栗東では矢作芳人厩舎、武幸四郎厩舎、中内田充正厩舎で研修を積み、武幸四郎厩舎管理馬のセキフウ、新谷功一厩舎管理馬のクラウンプライドのケンタッキーダービー遠征やサウジアラビア、ドバイ遠征にも帯同した。また調教助手になる前に学びに訪れたウィリアム・ハガス厩舎でも再び研修を積む。
2023年3月に美浦トレセンで厩舎を開業した。初出走は同年3月4日、中山8Rでテールデトワールが14着。同月18日、中山12Rで武幸四郎厩舎からの転厩馬ファイアーボーラーが1着となり、JRA初勝利を挙げた。
2025年3月16日、スプリングステークスをピコチャンブラックが制しJRA重賞初制覇。

## 調教師成績

### 概要
|            | 日付          | 競馬場・開催  | 競走名               | 馬名               | 頭数 | 人気 | 着順 |
| ---------- | ------------- | ------------- | -------------------- | ------------------ | ---- | ---- | ---- |
| 初出走     | 2023年3月4日  | 2回中山3日8R  | 4歳以上1勝クラス     | テールデトワール   | 16頭 | 8    | 14着 |
| 初勝利     | 2023年3月18日 | 2回中山7日12R | 4歳以上2勝クラス     | ファイアーボーラー | 15頭 | 11   | 1着  |
| 重賞初出走 | 2023年9月9日  | 4回中山1日11R | 紫苑ステークス       | フルール           | 17頭 | 16   | 7着  |
| 重賞勝利   | 2025年3月16日 | 2回中山6日11R | スプリングステークス | ピコチャンブラック | 12頭 | 2    | 1着  |
| GI初出走   | 2024年4月14日 | 3回中山8日11R | 皐月賞               | アレグロブリランテ | 17頭 | 15   | 15着 |

## 主な管理馬
- ピコチャンブラック（2025年スプリングステークス）